# Julia Schruff
Julia Schruff, née le 16 août 1982 à Augsbourg, est une joueuse de tennis allemande.
Son coup préféré est l'amorti côté revers et sa surface de prédilection est la terre battue.

## Palmarès

### Titre en simple dames
Aucun

### Finale en simple dames
| No | Date       | Nom et lieu du tournoi | Catégorie | Dotation  | Surface      | Vainqueure  | Score    |          |
| -- | ---------- | ---------------------- | --------- | --------- | ------------ | ----------- | -------- | -------- |
| 1  | 07/04/2003 | Estoril Open, Estoril  | Tier IV   | 140 000 $ | Terre (ext.) | Magüi Serna | 6-4, 6-1 | Parcours |

### Titre en double dames
Aucun

### Finales en double dames
| No | Date       | Nom et lieu du tournoi                | Catégorie | Dotation  | Surface      | Vainqueures                     | Partenaire          | Score    |          |
| -- | ---------- | ------------------------------------- | --------- | --------- | ------------ | ------------------------------- | ------------------- | -------- | -------- |
| 1  | 04/10/2004 | Porsche Tennis Grand Prix Filderstadt | Tier II   | 650 000 $ | Dur (int.)   | Cara Black Rennae Stubbs        | Anna-Lena Grönefeld | 6-3, 6-2 | Parcours |
| 2  | 11/02/2008 | Coupe Cachantún Viña del Mar          | Tier III  | 200 000 $ | Terre (ext.) | Līga Dekmeijere Alicja Rosolska | Mariya Koryttseva   | 7-5, 6-3 | Parcours |

## Parcours en Grand Chelem

### En simple dames
| Année | Open d'Australie | Open d'Australie | Internationaux de France | Internationaux de France | Wimbledon       | Wimbledon           | US Open         | US Open            |
| ----- | ---------------- | ---------------- | ------------------------ | ------------------------ | --------------- | ------------------- | --------------- | ------------------ |
| 2003  | -                | -                | 1er tour (1/64)          | F. Schiavone             | -               | -                   | -               | -                  |
| 2004  | -                | -                | 1er tour (1/64)          | Dinara Safina            | -               | -                   | 2e tour (1/32)  | María Vento        |
| 2005  | 1er tour (1/64)  | Silvia Farina    | 1er tour (1/64)          | Shinobu Asagoe           | 1er tour (1/64) | Meghann Shaughnessy | 3e tour (1/16)  | Maria Sharapova    |
| 2006  | 2e tour (1/32)   | Elena Vesnina    | 1er tour (1/64)          | Zuzana Ondrášková        | 1er tour (1/64) | Mashona Washington  | 1er tour (1/64) | Maria Kirilenko    |
| 2007  | 2e tour (1/32)   | Eva Birnerová    | 1er tour (1/64)          | Alla Kudryavtseva        | 1er tour (1/64) | Milagros Sequera    | 1er tour (1/64) | Ekaterina Makarova |
| 2008  | 1er tour (1/64)  | Sandra Klösel    | -                        | -                        | -               | -                   | -               | -                  |
| 2009  | 1er tour (1/64)  | Patricia Mayr    | -                        | -                        | -               | -                   | -               | -                  |

À droite du résultat, l’ultime adversaire.

### En double dames
| Année | Open d'Australie            | Open d'Australie           | Internationaux de France    | Internationaux de France    | Wimbledon                     | Wimbledon                  | US Open                   | US Open                 |
| ----- | --------------------------- | -------------------------- | --------------------------- | --------------------------- | ----------------------------- | -------------------------- | ------------------------- | ----------------------- |
| 2005  | 1er tour (1/32) M. Müller   | Lisa Raymond Rennae Stubbs | 1er tour (1/32) Beygelzimer | Li Ting Sun Tiantian        | 1er tour (1/32) Květa Peschke | E. Daniilídou Nicole Pratt | -                         | -                       |
| 2006  | 1er tour (1/32) Jasmin Wöhr | S. Ferguson C. Wheeler     | 2e tour (1/16) S. Bammer    | E. Daniilídou Anabel Medina | 1er tour (1/32) S. Bammer     | E. Dementieva F. Pennetta  | 1er tour (1/32) S. Bammer | S. Cohen M. J. Martínez |
| 2007  | 1er tour (1/32) R. Oprandi  | M. Krajicek Ágnes Szávay   | 1er tour (1/32) S. Bammer   | J. Husárová Shaughnessy     | -                             | -                          | -                         | -                       |
| 2009  | -                           | -                          | -                           | -                           | -                             | -                          | 1er tour (1/32) S. Bammer | S. Cîrstea C. Wozniacki |

Sous le résultat, la partenaire ; à droite, l’ultime équipe adverse.

### En double mixte
N'a jamais participé à un tableau final.

## Parcours en «Premier Mandatory» et «Premier 5»
Découlant d'une réforme du circuit WTA inaugurée en 2009, les tournois WTA « Premier Mandatory » et « Premier 5 » constituent les catégories d'épreuves les plus prestigieuses, après les quatre levées du Grand Chelem.

### En simple dames
| Année |              | Premier Mandatory | Premier Mandatory | Premier Mandatory | Premier Mandatory |       | Premier 5 | Premier 5                | Premier 5  | Premier 5 | Premier 5 | Premier 5 | Premier 5 |
| Année | Indian Wells | Miami             | Madrid            | Pékin             |                   | Dubaï | Rome      | Canada                   | Cincinnati |           | Tokyo     |           |           |
| Année | Indian Wells | Miami             | Madrid            | Pékin             |                   | Doha  | Rome      | Canada                   | Cincinnati |           | Wuhan     |           |           |
| Année | Indian Wells | Miami             | Madrid            | Pékin             |                   |       | Rome      | Canada                   | Cincinnati |           |           |           |           |
| 2009  |              |                   |                   |                   |                   |       |           | 2e tour (1/16) A. Cornet |            |           |           |           |           |

Sous le résultat, l’ultime adversaire.

### En double dames
| Année | Premier Mandatory | Premier Mandatory | Premier Mandatory | Premier Mandatory | Premier Mandatory | Premier Mandatory | Premier Mandatory | Premier Mandatory         | Premier 5           | Premier 5 | Premier 5 | Premier 5 | Premier 5 | Premier 5 | Premier 5 | Premier 5 | Premier 5  | Premier 5  | Premier 5 | Premier 5 | Premier 5 | Premier 5 |
| Année | Indian Wells      | Indian Wells      | Miami             | Miami             | Madrid            | Madrid            | Pékin             | Pékin                     | Dubaï               | Dubaï     | Doha      | Doha      | Rome      | Rome      | Canada    | Canada    | Cincinnati | Cincinnati | Tokyo     | Tokyo     | Wuhan     | Wuhan     |
| ----- | ----------------- | ----------------- | ----------------- | ----------------- | ----------------- | ----------------- | ----------------- | ------------------------- | ------------------- | --------- | --------- | --------- | --------- | --------- | --------- | --------- | ---------- | ---------- | --------- | --------- | --------- | --------- |
| 2009  |                   |                   |                   |                   |                   |                   |                   |                           |                     |           |           |           |           |           |           |           |            |            |           |           |           |           |
| —     | —                 | —                 | —                 | —                 | —                 | —                 | —                 | 1er tour (1/16) S. Errani | A. Klepač A. Morita |           |           | —         | —         | —         | —         | —         | —          | —          | —         |           |           |           |

N.B. : le nom de la partenaire se trouve sous le résultat ; le nom des ultimes adversaires se trouve à droite.

## Parcours en Fed Cup
| #                                                                      | Date       | Lieu      | Surface      | Gagnante(s)                       | Perdante(s)                       | Score         |          |
|                                                                        |            |           |              |                                   |                                   |               |          |
| 2004 - 1er tour (groupe mondial) - France - Allemagne - 5 : 0          |            |           |              |                                   |                                   |               |          |
| 1                                                                      | 24/04/2004 | Amiens    | Terre (int.) | Émilie Loit                       | Julia Schruff                     | 6-2, 6-2      | Parcours |
| 1                                                                      | 24/04/2004 | Amiens    | Terre (int.) | Nathalie Dechy Amélie Mauresmo    | Anna-Lena Grönefeld Julia Schruff | 6-2, 6-0      | Parcours |
|                                                                        |            |           |              |                                   |                                   |               |          |
| 2005 - 1er tour (groupe mondial II) - Allemagne - Indonésie - 4 : 1    |            |           |              |                                   |                                   |               |          |
| 2                                                                      | 23/04/2005 | Essen     | Terre (ext.) | Julia Schruff                     | Wynne Prakusya                    | 6-1, 6-0      | Parcours |
| 2                                                                      | 23/04/2005 | Essen     | Terre (ext.) | Wynne Prakusya Romana Tedjakusuma | Sandra Klösel Julia Schruff       | 7-65, 6-4     | Parcours |
|                                                                        |            |           |              |                                   |                                   |               |          |
| 2005 - Barrage (groupe mondial I) - Croatie - Allemagne - 1 : 4        |            |           |              |                                   |                                   |               |          |
| 3                                                                      | 09/07/2005 | Bol       | Terre (ext.) | Karolina Šprem                    | Julia Schruff                     | 6-3, 6-4      | Parcours |
| 3                                                                      | 09/07/2005 | Bol       | Terre (ext.) | Anna-Lena Grönefeld Julia Schruff | Sanda Mamic Nika Ožegovic         | 4-6, 6-3, 6-3 | Parcours |
|                                                                        |            |           |              |                                   |                                   |               |          |
| 2006 - 1/4 de finale (groupe mondial) - Allemagne - États-Unis - 2 : 3 |            |           |              |                                   |                                   |               |          |
| 4                                                                      | 22/04/2006 | Ettenheim | Terre (ext.) | Jill Craybas                      | Julia Schruff                     | 4-6, 6-2, 7-5 | Parcours |

## Classements WTA en fin de saison

### En simple
| Année | 1998 | 1999 | 2000 | 2001 | 2002 | 2003 | 2004 | 2005 | 2006 | 2007 | 2008 | 2009 | 2010 | 2011 |
| Rang  | 766  | 569  | 555  | 328  | 237  | 114  | 105  | 80   | 83   | 120  | 134  | 126  | 175  | 1200 |

Source : (en) « Classements de Julia Schruff », sur le site officiel du WTA Tour

### En double
| Année | 1998 | 1999 | 2000 | 2001 | 2002 | 2003 | 2004 | 2005 | 2006 | 2007 | 2008 | 2009 | 2010 | 2011 |
| Rang  | 655  | 655  | 734  | 440  | 251  | 254  | 140  | 129  | 118  | 175  | 192  | 305  | 329  | 833  |

Source : (en) « Classements de Julia Schruff », sur le site officiel du WTA Tour